# Roston Chase
Roston Lamar Chase (* 22. März 1992 in Christ Church, Barbados) ist ein barbadischer Cricketspieler, der seit 2016 für das West Indies Cricket Team spielt und seit Mai 2025 dort die Kapitänsrolle einnimmt.

## Aktive Karriere

### Anfänge in der Nationalmannschaft
Nach guten Leistungen in der WICB Professional Cricket League Regional 4 Day Tournament 2015/16 für Barbados wurde er für den Kader der West Indies nominiert. Dort gab er sein Test-Debüt gegen Indien im Juli 2016. Im zweiten Spiel der Serie gelangen ihm 5 Wickets für 107 Run als Bowler und ein century über 137* Runs aus 269 Bällen am Schlag, womit er das Remis sicherte und als Spieler des Spiels ausgezeichnet wurde. Damit etablierte er sich im Test-Team. Gegen Pakistan im April 2017 erzielte er im ersten Test ein Fifty (63 Runs) und im zweiten ein Century über 131 Runs aus 210 Bällen. Im abschließenden Test der Serie erreichte er zunächst vier Wickets (4/103) als Bowler, bevor er im ersten Innings ein Fifty (69 Runs) und im zweiten ein Century über 101 Runs aus 239 Bällen erzielte. Dafür wurde er zwar ausgezeichnet, jedoch verloren die West Indies trotz seiner Leistungen das Spiel und damit die Serie. Im Juni folgte dann sein ODI-Debüt gegen Afghanistan. In der Test-Serie in England im August erzielte er je ein Mal vier (4/113) und drei (3/86) Wickets. Zu Beginn der Saison 2017/18 folgte ein Fifty über 95 Runs in den Tests in Simbabwe, dem sich ein weiteres (64 Runs) in Neuseeland anschloss.
Im Juni 2018 folgten vier Wickets (4/15) in der Test-Serie gegen Sri Lanka. Im Oktober reiste er mit dem Test nach Indien, wo ihm erst ein Fifty über 53 Runs und dann ein Century übr 106 Runs aus 189 Bällen gelang. Kurz darauf gelangen ihm drei Wickets (3/18) in den Tests in Bangladesch. Beim ersten Test gegen England im Januar konnte er dann zunächst ein Fifty über 54 Runs erreichen, bevor ihm im zweiten Innings 8 Wickets für 60 Runs als Bowler gelangen, womit er den Sieg sicherte. Im dritten Spiel der Serie konnte er noch ein Century über 102 Runs aus 191 Bällen beisteuern, was jedoch nicht zum Sieg ausreichte. Im Mai folgte dann ein Drei-Nationen-Turnier in Irland, bei dem ihm ein Fifty (51 Runs) gegen Bangladesch gelang. Für den Cricket World Cup 2019 wurde er dann jedoch nur als Reservespieler nominiert. Im August erreichte er in den Tests gegen Indien vier Wickets (4/132). Im ersten ODI gegen Afghanistan im November gelang ihm ein Fifty über 94 Runs, wofür er ausgezeichnet wurde. Im weiteren Tour-Verlauf gelangen ihm dann jeweils drei Wickets im zweiten ODI (3/30) und im Test (3/10).

### Vermehrte Einsätze in den kurzen Formaten
Nach der Unterbrechung auf Grund der COVID-19-Pandemie erzielte er im zweiten Test in England im Juni 2020 neben einem Fifty über 51 Runs ein Five-for (5/172). Daraufhin wurde er zusammen mit Stuart Broad als Spieler der Serie ausgezeichnet. Daraufhin wurde er zum Vize-Kapitän des Test-Teams ernannt. Jedoch verlor er im Mai 2021 seinen Vertrag mit dem Verband der West Indies. Im Juni erreichte er gegen Südafrika ein Fifty über 62 Runs im ersten Test. Im zweiten Test musste er auf Grund einer Oberschenkelverletzung das Spiel abbrechen. Nach guten Leistungen in der Caribbean Premier League 2021 wurde er dann für den ICC Men’s T20 World Cup 2021 nominiert und gab dort sein Twenty20-Debüt gegen Bangladesch. Nach dem Turnier erzielte er 5 Wickets für 83 Runs im ersten Test in Sri Lanka. Im Januar erreichte er drei Wickets (3/44) in der ODI-Serie gegen Irland, ebenso wie in den Twenty20s (3/25) in Indien im Monat darauf. Kurz darauf wurde er aus dem Kader gestrichen und eine Verletzung später im Jahr sorgte dafür, dass er nicht für den ICC Men’s T20 World Cup 2022 nominiert wurde.
Im November erzielte er ein Fifty (55 Runs) in den Tests in Australien. Ein weiteres (70 Runs) gelang ihm im Februar in Simbabwe. Beim ICC Cricket World Cup Qualifier 2023 erzielte er in der Vorrunde gegen die Vereinigten Staaten (55 Runs) ein Fifty und gegen die Niederlande drei Wickets (3/77) und trug damit zum Einzug in die Super-Six-Runde bei. Dort jedoch scheiterten die West Indies an der Weltmeisterschafts-Qualifikation. Im Februar 2024 gelang ihm in Australien ein Fifty (59 Runs) in den ODIs. Kurz darauf wurde er für den ICC Men’s T20 World Cup 2024 nominiert.